# علي جوكار
علي جوكار مواليد 1 سبتمبر 1983 لاعب كرة قدم من إيران يجيد اللعب في خط الدفاع. لعب سابقاً لصالح نادي الشحانية القطري .

## روابط خارجية
- علي جوكار على موقع قاعدة بيانات كرة القدم.إي يو (الإنجليزية)
- علي جوكار على موقع Soccerway.com (الإنجليزية)